# Judy Simpson
Judy Simpson (Kingston, Jamaica, 14 de noviembre de 1960) es una atleta británica de origen jamaicano retirada especializada en la prueba de heptalón, en la que ha conseguido ser medallista de bronce europea en 1986.

## Carrera deportiva
En el Campeonato Europeo de Atletismo de 1986 ganó la medalla de bronce en la competición de heptalón, con un total de 6623 puntos, siendo superada por la atleta alemana Anke Behmer (oro con 6717 puntos) y la soviética Natalya Schubenkova (plata con 6645 puntos).
Y en los Juegos de la Commonwealth celebrados en 1986 en Edimburgo ganó el oro en la misma competición, logrando un total de 6282 puntos, por delante de la australiana Jane Flemming y la inglesa Kim Hagger.